# Nokere Koerse de 2017
A 72.ª edição da clássica ciclista Nokere Koerse celebrou-se na Bélgica a 15 de março de 2017 sobre um percurso de 192,3 km entre as cidades de Neize e Nokere.
A carreira fez parte do UCI Europe Tour de 2017, pela primeira vez dentro da categoria 1.hc.

## Equipas participantes
| Equipes WorldTeam (6)- BMC Racing Team - Bora-Hansgrohe - Katusha-Alpecin - Lotto NL-Jumbo - Lotto-Soudal - Team Sunweb Equipes profissionais Continentais (13)- Aqua Blue Sport - CCC Sprandi Polkowice - Cofidis, Solutions Crédits - Direct Énergie - Fortuneo-Vital Concept - Gazprom-RusVelo - Israel Cycling Academy - Nippo-Vini Fantini - Roompot-Nederlandse Loterij - Sport Vlaanderen-Baloise - Verandas Willems-Crelan - Wanty-Groupe Gobert - WB-Veranclassic-Aqua Protect Equipes Continentais (4)- Cibel-Cebon - Joker Icopal - Pauwels Sauzen-Vastgoedservice - Tarteletto-Isorex |
| |

## Classificação final
- As classificações finalizaram da seguinte forma:

| \| Classificação geral \| Classificação geral \| Classificação geral \| Classificação geral \| Classificação geral \| \| Ciclista \| Ciclista \| Equipe \| Tempo \| \| \| ------------------- \| ------------------- \| --------------------------- \| ------------------- \| ------------------- \| \| 1. \| Nacer Bouhanni \| Cofidis, Solutions Crédits \| 4h07m31s \| \| \| 2. \| Adam Blythe \| Aqua Blue Sport \| + 0s \| \| \| 3. \| Joeri Stallaert \| Cibel-Cebon \| + 0s \| \| \| 4. \| Phil Bauhaus \| Team Sunweb \| + 0s \| \| \| 5. \| Bert Van Lerberghe \| Sport Vlaanderen-Baloise \| + 0s \| \| \| 6. \| Coen Vermeltfoort \| Roompot-Nederlandse Loterij \| + 0s \| \| \| 7. \| Rüdiger Selig \| Bora-Hansgrohe \| + 0s \| \| \| 8. \| André Looij \| Roompot-Nederlandse Loterij \| + 0s \| \| \| 9. \| Alan Banaszek \| CCC Sprandi Polkowice \| + 0s \| \| \| 10. \| Mathias De Witte \| Cibel-Cebon \| + 0s \| \| |                    |                             |          |
| |                    |                             |          |
| Fontes: ProCyclingStats Cycling Quotient Cycling Archives |                    |                             |          |
| Classificação geral |                    |                             |          |
| Ciclista | Ciclista           | Equipe                      | Tempo    |
| 1. | Nacer Bouhanni     | Cofidis, Solutions Crédits  | 4h07m31s |
| 2. | Adam Blythe        | Aqua Blue Sport             | + 0s     |
| 3. | Joeri Stallaert    | Cibel-Cebon                 | + 0s     |
| 4. | Phil Bauhaus       | Team Sunweb                 | + 0s     |
| 5. | Bert Van Lerberghe | Sport Vlaanderen-Baloise    | + 0s     |
| 6. | Coen Vermeltfoort  | Roompot-Nederlandse Loterij | + 0s     |
| 7. | Rüdiger Selig      | Bora-Hansgrohe              | + 0s     |
| 8. | André Looij        | Roompot-Nederlandse Loterij | + 0s     |
| 9. | Alan Banaszek      | CCC Sprandi Polkowice       | + 0s     |
| 10. | Mathias De Witte   | Cibel-Cebon                 | + 0s     |

## UCI World Ranking
A Nokere Koerse outorga pontos para o UCI Europe Tour de 2017 e o UCI World Ranking, este último para corredores das equipas nas categorias UCI ProTeam, Profissional Continental e Equipas Continentais. A seguinte tabela são o barómetro de pontuação e os corredores que obtiveram pontos:
| Posição             | 1.ª | 2.ª | 3.ª | 4.ª | 5.ª | 6.ª | 7.ª | 8.ª | 9.ª | 10.ª |
| Classificação geral | 200 | 150 | 125 | 100 | 85  | 70  | 60  | 50  | 40  | 35   |

| 1.º  | Nacer Bouhanni     | Cofidis, Solutions Crédits  | 200 |
| 2.º  | Adam Blythe        | Aqua Blue Sport             | 150 |
| 3.º  | Joeri Stallaert    | Cibel-Cebon                 | 125 |
| 4.º  | Phil Bauhaus       | Sunweb                      | 100 |
| 5.º  | Bert Van Lerberghe | Sport Vlaanderen-Baloise    | 85  |
| 6.º  | Coen Vermeltfoort  | Roompot-Nederlandse Loterij | 70  |
| 7.º  | Rüdiger Selig      | Bora-Hansgrohe              | 60  |
| 8.º  | André Looij        | Roompot-Nederlandse Loterij | 50  |
| 9.º  | Alan Banaszek      | CCC Sprandi Polkowice       | 40  |
| 10.º | Matthias De Witte  | Cibel-Cebon                 | 35  |